# Dande (flod)
Dande är en flod i Angola. Floden är 285 kilometer lång. Den nedre delen av floden är en flodslätt med ett flertal små sjöar, som Sungue, Ibendua och Morima.